# Ophiomyia subaberrans
Ophiomyia subaberrans är en tvåvingeart som beskrevs av Spencer 1986. Ophiomyia subaberrans ingår i släktet Ophiomyia och familjen minerarflugor. Inga underarter finns listade i Catalogue of Life.